# Carmilla
Carmilla – powieść gotycka autorstwa irlandzkiego pisarza Sheridana Le Fanu. Po raz pierwszy publikowana w odcinkach w magazynie literackim The Dark Blue w latach 1871–1872. Następne wydanie powieści miało miejsce już w roku 1872 w tomiku autorstwa Le Fanu pod tytułem W ciemnym zwierciadle (ang. In a Glass Darkly) jako jedno z pięciu opowiadań tam zamieszczonych. Carmilla uważana jest za dzieło nowatorskie, wnoszące do tematyki wampirycznej nowy motyw wampiryzmu lesbijskiego.

## Fabuła
Narratorką powieści jest Laura, młoda kobieta żyjąca wraz ze swym ojcem w gotyckim zamku w Styrii, znajdującym się w okolicy ruin posiadłości wymarłego już rodu Karnsteinów. Niesamowite wydarzenia, których była uczestniczką, opisuje z perspektywy lat.
Historia rozpoczyna się od opisu koszmaru, którego doświadczyła w wieku 6 lat: Laura ujrzała nocą w swoim pokoju postać pięknej, choć przerażającej kobiety.
Dwanaście lat później Laura nadal mieszka z ojcem w tym samym zamczysku, wraz z opiekunką madame Perrodon, guwernantką mademoiselle de Lafontaine oraz resztą służby. Podziwiając wspólnie zachód słońca, ojciec informuje Laurę, że siostrzenica jego przyjaciela, generała Spielsdorfa, Berta Rheinfeldt, której odwiedzin Laura nie mogła się doczekać, zmarła w tajemniczych okolicznościach, a on sam nie wyjawi więcej szczegółów, zanim nie wykryje i nie ujmie winnego śmierci dziewczyny. Później, podczas wspólnej przechadzki w świetle księżyca, są oni świadkami wypadku z udziałem przejeżdżającego powozu. Pasażerkami okazują się starsza dama oraz jej córka, która wskutek incydentu straciła przytomność. Okazuje się, że dama spieszy się z racji nie cierpiącej zwłoki sprawy, a stan zdrowia córki niestety nie pozwala jej na dalszą podróż. Laura oczarowana młodą dziewczyną zachęca ojca, by ten przyjął ją pod swój dach na okres trzech miesięcy, aż do powrotu matki. Ten z chęcią oferuje pomoc kobietom. Nieznajoma dziewczyna budzi się i zostaje odprowadzona do zamku.
W zamku wszyscy są zachwyceni dziewczyną, a szczególnie jej urodą. Odwiedziwszy ją jeszcze tej samej nocy w sypialni, Laura natychmiast rozpoznaje w nowej towarzyszce kobietę ze swojego snu. Co ciekawe, również sama dziewczyna zwierza się Laurze, że miała dokładnie taki sam sen kilka lat temu. W młodych kobietach narasta wzajemna fascynacja. Laura pragnie wiedzieć więcej o tajemniczej dziewczynie, choć ta nie zdradza za wiele. Jedną z nielicznych rzeczy, jakich udało się dowiedzieć Laurze o nieznajomej, to jej imię: Carmilla.
Czas płynie, relacja między dziewczętami zacieśnia się, są one ze sobą coraz bliżej, zarówno pod względem fizycznym, jak i psychicznym. Fascynacja Laury nie traci na mocy, choć zaczyna ona dostrzegać ciemne strony charakteru Carmilli. Dziewczyna nic o sobie nie mówi, nie modli się razem z resztą domowników, przesypia większość dnia, a nocą prawdopodobnie lunatykuje. Dowiadujemy się również w międzyczasie, że młode kobiety z pobliskiej okolicy zaczęły zapadać na nieznaną chorobę. Miejscowi obarczają za to winą tajemniczą kobietę-zjawę, która odwiedzając je w nocy doprowadza do osłabienia organizmu, co skutkuje ich śmiercią. Kiedy kondukt pogrzebowy jednej z ofiar zjawy mija przyjaciółki, Laura przyłącza się do śpiewu żałobników, na co Carmilla reaguje gwałtownym oburzeniem i nakazuje jej przestać śpiewać religijną pieśń.
Do zamku przybywa syn konserwatora obrazów. Przywozi ze sobą odnowione obrazy, które należały do zmarłej dawno temu matki Laury. Ku zdziwieniu mieszkańców zamku, jeden z obrazów przedstawia kobietę niesamowicie podobną do Carmilli. Obraz z 1698 roku zatytułowany jest "Mircalla, hrabianka Karnstein". Laura, zachwycona obrazem, prosi o przeniesienie go do swojego pokoju, przy okazji wyjaśniając Carmilli, że jest ona spokrewniona z tym wymarłym rodem; jej matka nosiła to nazwisko. Jej towarzyszka również wspomina o pokrewieństwie, choć bardzo dalekim, czym tłumaczy podobieństwo do kobiety z obrazu. 
Pewnej nocy Laura doświadcza niepokojącego snu. Dostrzega w swoim pokoju niezidentyfikowaną postać, sylwetką przypominającą wielkiego czarnego kota. Stworzenie zbliża się do łóżka, a w tym właśnie momencie dziewczyna czuje ukłucie w okolicy krtani. Laura budzi się gwałtownie w jasno oświetlonym pokoju, a w nogach łóżka dostrzega kobiecą postać, która po chwili wychodzi z pomieszczenia. Osłupiała Laura początkowo uważa, że to Carmilla. Sprawdza jednak drzwi, które zamknięte przez nią wcześniej na klucz są dokładnie w takim stanie, w jakim je pozostawiła. Przerażona udaje się spać. Po tej nocy coś się zmieniło w Laurze. Zaczyna odczuwać chroniczne zmęczenie, podczas snu nawiedzają ją dziwne wizje, głosy, których nie potrafi sobie przypomnieć po obudzeniu. Jej organizm podupada na zdrowiu. Carmilla również zaczyna się skarżyć na koszmary senne, choć nie widać po niej żadnych dolegliwości. 
Kolejnym dziwnym zjawiskiem sennym, które dotknęło Laurę, był sen, w którym to zamiast zwykłego, tajemniczego, prześladującego ją nocami głosu, usłyszała kobiecy głos mówiący „Matka ci mówi – strzeż się mordercy”. W tym momencie dziewczyna dostrzega w nogach swojego łóżka Carmillę w koszuli nocnej skąpanej we krwi. Przerażona obawia się, że jej przyjaciółka padła ofiarą zabójcy. Laura podnosi alarm, po czym wraz ze służbą stara się dostać do pokoju Carmilli, ale drzwi zamknięte są na klucz. Wreszcie postanawiają je wyważyć. Okazuje się, że dziewczyny tam nie ma. Zaczynają się poszukiwania, które nie przynoszą efektu. Zgubiona dziewczyna odnajduje się rano, nie potrafiąc wytłumaczyć swojego zniknięcia. Ojciec Laury dochodzi do wniosku, że dziewczyna lunatykuje.
Ojciec zmartwiony pogarszającym się stanem zdrowia córki, postanawia wezwać doktora. Oględziny pacjentki martwią lekarza – badając jej krtań, odnajduje sine ślady po ugryzieniu. Doktor zaleca, by dziewczyna znajdowała się pod ciągłą obserwacją. Nawet w nocy nie można jej zostawiać samej. W międzyczasie ojciec dostaje spóźniony list od generała Spielsdorfa, w którym informuje on go o swoich nadchodzących odwiedzinach. 
Tymczasem Laura wraz z ojcem udaje się do księdza mieszkającego w okolicach starej posiadłości Karnsteinów. Carmilla ma do nich dołączyć po przebudzeniu ze swojego głębokiego, dziennego snu. Już w drodze spotykają oni generała kierującego się w stronę zamku. Zapraszają go, by do nich dołączył. Stan generała jest zły. Jego twarz jest zmęczona, a on sam przybity. 
Generał  decyduje się wreszcie wyjawić losy jego siostrzenicy. Tragedia początek swój miała na balu maskowym, na który oboje zostali zaproszeni. Spotkali tam dwie zamaskowane kobiety: jedna z nich była młodą dziewczyną o imieniu Millarca, druga natomiast starszą damą, która podawała się za jej matkę. Kobieta nie chce zdjąć maski, ale wyjawia, że generał jej starym znajomym. Młoda dziewczyna natomiast od razu zwraca uwagę na jego siostrzenicę; obie szybko zapałały do siebie wzajemną sympatią. Wskutek dziwnego zbiegu okoliczności starsza dama oświadcza, że natychmiast musi opuścić bal w pilnej sprawie, po czym wymusza na generale tymczasową opiekę nad córką. Generał z biegiem czasu zaczyna dostrzegać dziwne nawyki u swojego nowego gościa. Następnie wspomina o nagłym pogorszeniu stanu zdrowia swojej siostrzenicy. Objawy, które opisuje wydają się bardzo podobne do objawów Laury.
Generał przerywa opowieść, gdy towarzystwo dociera do ruin majątku rodziny Karnstein. Podążając za nim, kierują się ku kaplicy, gdzie powinny znajdować się zwłoki hrabiny Mircalli. W okolicy spotykają drwala, który opowiada im historię niedalekiej opuszczonej wsi, która była nawiedzana przez wampiry, a w ich eksterminacji pomógł im morawski szlachcic. Przebijał je kołkiem, obcinał głowy, a następnie palił ich zwłoki, dzięki czemu unicestwił większość z nich. Informuje ich też, że grobowiec hrabiny został przeniesiony w nieznane nikomu miejsce. 
Generał po odprawieniu drwala kontynuuje historię swojej siostrzenicy. Wspomina o zwołaniu u siebie konsylium lekarzy, którzy nie potrafili jednak pomóc jego podpieczonej. Jedynym wyjątkiem był starszy doktor, który stwierdził, że podejrzewa atak wampira, wobec którego medycyna jest bezsilna. Polecił mu więc specjalistę od tego typu spraw. Zasugerował również generałowi, by ukrył się pokoju siostrzenicy i wyczekiwał nadejścia zjawy. Zdesperowany generał dzięki zaleceniom medyka odkrywa, że to Millarca jest odpowiedzialna za stan młodej dziewczyny. Zdemaskowany wampir ucieka przez zamknięte drzwi, jednak wycieńczona siostrzenica umiera przed świtem.
Dokładnie w momencie, gdy generał kończy swoją opowieść, do towarzystwa w krypcie dołącza Carmilla. Mężczyzna natychmiast rozpoznaje w niej upiora. Oboje na swój widok wpadają we wściekłość. Generał atakuje Carmillę siekierą, ale ta z nadludzką siłą łapie go za rękę, rozbraja i ucieka. Tłumaczy swym towarzyszom, że Carmilla, Mircalla i Millarca to tak naprawdę ta sama osoba: hrabianka Karnstein, wampir, a jej trzy imiona są anagramami.
W krypcie pojawia się nowa postać: niejaki baron Vordenburg, który specjalizuje się w sprawach wampirycznych. Został wezwany tu przez generała, by pomóc w zgładzeniu upiora. Nazajutrz odbywa się oficjalne otwarcie grobowca hrabianki Karnstein, w którym komisyjnie znajdują nienaruszone ciało Carmilli. Następuje eksterminacja wampira: jej ciało zostaje przebite kołkiem, głowa odcięta, ciało spalone, a prochy wsypane do rzeki. Od tego momentu okolica ta nie miała już więcej problemów z wampirami, natomiast sama Laura, odbywszy z ojcem trwającą rok podróż po Włoszech, wróciła do zdrowia, choć na koniec przyznaje, że wydarzenia te odcisnęły na niej niezmywalne piętno.

## Odniesienia kulturowe

### Adaptacje kinowe i telewizyjny
- I umrzeć z rozkoszy – film z roku 1960, reżyseria: Roger Vadim[4].
- Wampiryczni kochankowie – film z roku 1970, reżyseria: Roy Ward Baker[5].
- Carmilla – polski teatr telewizji z roku 1980, reżyseria: Janusz Kondratiuk[6].
- Carmilla – film z roku 1989, reżyseria: Gabrielle Beaumont[7].
- Castlevania - serial z 2017 roku, bohaterka kilku odcinków[8].